# Euphorbia oxyphylla
Euphorbia oxyphylla är en törelväxtart som beskrevs av Pierre Edmond Boissier. Euphorbia oxyphylla ingår i släktet törlar, och familjen törelväxter. Inga underarter finns listade i Catalogue of Life.